# Apate perniciosa
Apate perniciosa is een keversoort uit de familie boorkevers (Bostrichidae). De wetenschappelijke naam van de soort is voor het eerst geldig gepubliceerd in 1857 door Gistel.